# USS Enterprise (NCC-1701)
 For alternative betydninger, se USS Enterprise. (Se også artikler, som begynder med USS Enterprise)
Stjerneskibet USS Enterprise (NCC-1701) er et stjerneskib fra det 23. århundrede i det fiktive Star Trek-univers og omdrejningspunktet i tv-serien Star Trek: The Original Series. En senere model af samme skib - USS Enterprise (NCC-1701-D) - blev senere omdrejningspunkt i serien Star Trek: The Next Generation.
| Fiktion | Spire Denne artikel om en historie eller noget fiktivt er en spire som bør udbygges. Du er velkommen til at hjælpe Wikipedia ved at udvide den. |